# Дора Конова
Тодорка (Дора) Конова Василева е българска художничка и учителка.

## Биография
Родена е на 2 декември 1893 г. в Ловеч. Майка ѝ Мария Гюлгелиева е дъщеря на съратник на Васил Левски. Баща ѝ Коно Конов е съдебен пристав. Дора е първото им дете. Има три по-малки сестри – Кита, Койка и Ганка. Следва естествени науки в Софийския университет „Св. Климент Охридски“, които завършва семестриално. След самоубийството на поета Пейо Яворов напуска София и работи като учителка в Троян. Завършва Художественото училище в София при проф. Стефан Димитров (керамика), Б. Михайлов и проф. Иван Лазаров (приложно изкуство). На 30 юни 1921 г. получава свидетелство за учител по ръчна работа от Министерство на народното просвещение. Работи като учителка по рисуване в Троян, Бяла Слатина, село Ябланица и София – в XII основно училище. През 1930-те години участва в изложби на приложните изкуства на жените художнички с метал и текстил. Най-напред работи пластика върху метал и коприна, а след 1944 г. – изработва модели на черги, килими, рисувани рокли и др. Членува в Секцията на жените художнички и Учителското дружество, а по-късно в Българския женски народен съюз, Българо-съветското дружество, Български червен кръст, Отечествения фронт. УЧленува в Съюза на българските художници до 1960 г. Участничка е в ръководството на 21-ва единна обществено-политическа организация в София.

## Семеен живот
През януари 1912 г. на един студентски бал се запознава с писателя Михаил Кремен. В началото на април същата година се сгодяват, а се женят на 13 август 1913 г. в с. Червена вода. Младото семейство  живее в дома на майка ѝ на бул. „Патриарх Евтимий“ 100 (днес бул. „Прага“ 18). След изписването му от болницата поетът Пейо Яворов живее няколко седмици при тях. Там от приятеля му Асен Златаров е направена и последната му снимка приживе. Въпреки бързото им сгодяване и брак Дора не е обичала Кремен и бракът им не е консумиран. В началото на 1914 г. се развеждат. 

## Отношенията с Пейо Яворов
Михаил Кремен запознава Дора Конова с Пейо Яворов в средата на април 1912 г. Поетът е впечатлен от "малката годеница", както я нарича, и пише писмо до Лора Каравелова, която по това време е в Париж, с молба да му изпрати своя снимка. Лора му отговаря с писмо от 3 май, в което споделя своите предчувствия и опасения от тази съдбоносна среща: 
| „                                                                                        | Страх ме е за тебе, страх ме е за мене, колкото и второто да е смешно, защото за себе си поне аз мога непрестанно да следа и за себе си поне аз не виждам нещо реално, което да ме заплашва... А все пак ме е страх, страх ме е и за двамата, за нашата любов, старх е е от времето, което минува.... | “ |
| Найденова-Стоилова, Г. Лора-Яворов. Писма и документи С. „Народна младеж“, 1983, с. 288. | |   |

Яворов  се влюбва в Дора и се опитва да я убеди да не се жени за Кремен. Уверява я, че  тя ще бъде негова муза и той ще напише нови, много по-добри стихове – Яворов не писал поезия след 1909 г.: 
| „                                                                   | Яворов ми казваше, че ако се съглася да стана негова жена, той ще напише най-великите си, най-съвършени творби... Това беше през лятото на 1913 г., когато Яворов особено настойчиво искаше аз да се омъжа за него. | “ |
| Конова, Д. Лора, Яворов и аз С. „Библиотека България“, 2019, с. 93. | |   |

Веднага след завръщането си от Париж през юни Лора търси Дора, за да се запознае с нея и след като не я открива у тях, отива във фотоателието, където Дора и Кремен правили годежна снимка, за да види коя е съперницата ѝ. По-късно двете се сприятеляват и Лора често кани Дора на гости у тях. Дора, която има фотоапарат, прави повечето снимки на семейните вече Яворов и Лора. Двете заедно изпращат поета до Самоков, откъдето той поема с четата си към Македония в началото на Балканската война. Макар Лора да знае чувствата на Яворов към Дора, тя предпочита да я държи близо до себе си, защото действа благотворно върху настроението на поета. Противоречивата натура на Лора обаче я хвърля в крайности, които накрая довеждат до трагедията – тя ту уверява Яворов, че няма да им пречи на любовта и ще замине за Париж, ту му устройва сцени на ревност.
На 29 ноември 1913 г. Михаил Кремен съобщава на Дора, че са канени на гости у д-р Тихов, където ще бъдат Яворов и Лора. Знаейки за обтегнатите им отношения, Дора отказва и демонстративно си ляга да спи. Накрая обаче отстъпва пред увещанията на мъжа си и отиват на сбирката. Там Яворов е в чудесно настроение и ухажва Дора, която решава, че вече може да отговори на неговата любов: 
| „                                                                        | Светкавично ми мина мисълта: „Обичам Яворов“. Пътят на Яворов е и мой път. Утре ще му кажа „да“. Това „да“, което той очакваше толкова много – с жад. | “ |
| Конова, Д. Лора, Яворов и аз С. „Библиотека България“, 2019, с. 118-119. | |   |

Въпреки краткото спречкване между Лора и Яворов вечерта минава добре и двете двойки се прибират заедно към къщи, като Лора и Дора дори се пързалят заедно по заледените плочки. След като се разделят обаче, между Лора и Яворов избухва скандал, който продължава в дома им и довежда до трагичната развръзка със смъртта на Лора и тежкото нараняване на Яворов.

## Последни години
Дора Конова се пенсионира като учителка през 1951 г. По настоявания на роднините на Яворов – сестра му Екатерина Найденова и нейната дъщеря Ганка, тя написва спомените си, но не доживява да ги види издадени приживе. До края на живота си винаги носи със себе си кутия с всички запазени документи, снимки и писма, свързани с Яворов. Частично спомените ѝ са публикувани във в. „Труд“ през 1977 г., но са спрени след третата публикация. По-голяма извадка от тях са публикувани в сборника „Спомени за П. К. Яворов" със съставител Милка Марковска  от 1989 г. За първи път спомените на Дора Конова се появяват в пълен обем през 2019 г. – „Лора, Яворов и аз“ на издателство „Библиотека България“ със съставител Петър Величков.
Последната си година прекарва в старчески дом в Казанлък. Умира на 14 май 1971 г. в старчески дом в село Фатово, област Смолян.
Личният ѝ архив се съхранява с фонд 1283К в Централен държавен архив. Той се състои от 62 архивни единици от периода 1912 – 1981 г.